# Temple romain de Château-Bas
Le temple romain de Château-Bas (ou « temple de la Maison-Basse ») est un vestige romain situé à Vernègues dans le département français des Bouches-du-Rhône en région Provence-Alpes-Côte d'Azur.

## Localisation
Le temple est situé à l'est de Vernègues, dans le parc du domaine viticole du « Château-Bas » situé le long de la route reliant Vernègues et Cazan.

## Historique
Le temple romain de Château-Bas est un vestige romain de la fin du Ier siècle avant notre ère,,.
Le temple fait l'objet d'un classement au titre des monuments historiques depuis 1840 : il fait partie de la première liste de monuments historiques français, la liste des monuments historiques de 1840, qui comptait 1 034 monuments. Les murs de soubassement découverts dans le temple sont, quant à eux, classés en 1930.

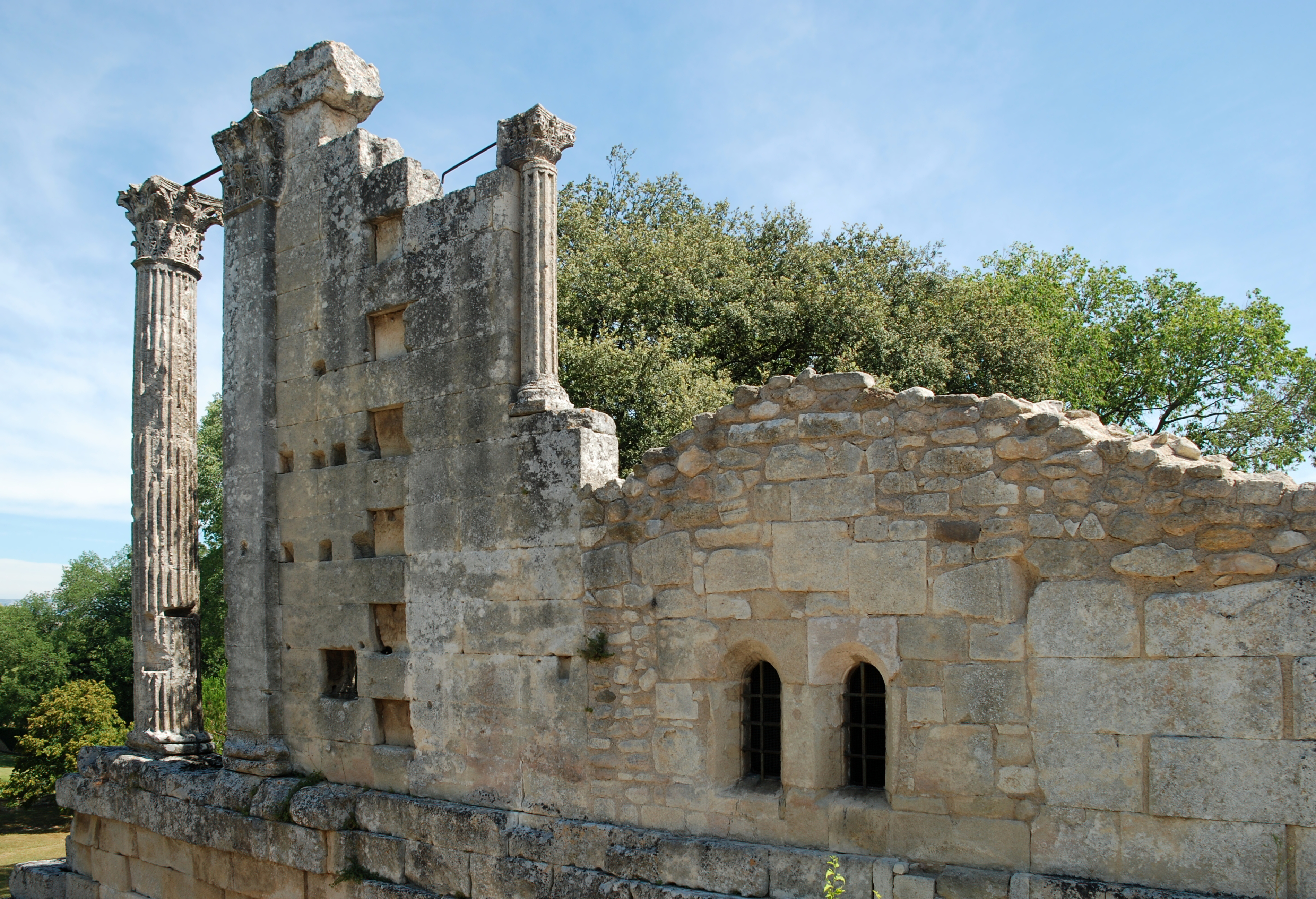
Le mur oriental du temple avec, à droite, la portion de mur réutilisée par la chapelle romane Saint-Cézaire.

## Architecture
Le temple, situé au centre d'une enceinte sacrée semi-circulaire, est réduit aujourd'hui à quelques ruines :
- une grande colonne cannelée surmontée d'un chapiteau à feuilles d'acanthe ;
- un pilastre lisse situé à l'angle de la cella (partie close du temple) et surmonté  d'un chapiteau carré à feuilles d'acanthe ;
- les murs de soubassement de la cella.

Une chapelle romane de dimensions modestes (chapelle Saint-Cézaire de Château-Bas) s'appuie contre le mur oriental du temple romain en le réutilisant partiellement.

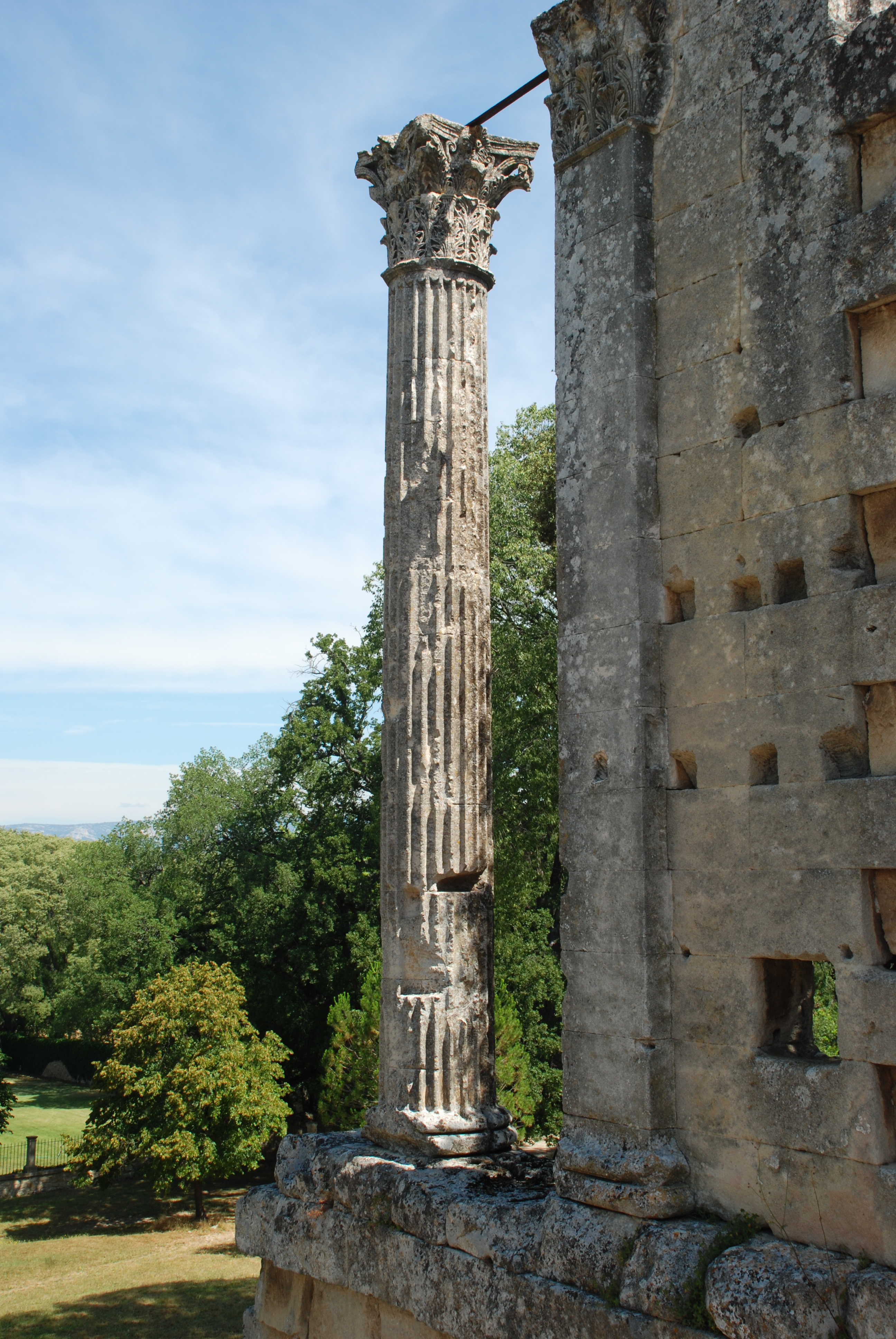
Colonne corinthienne.
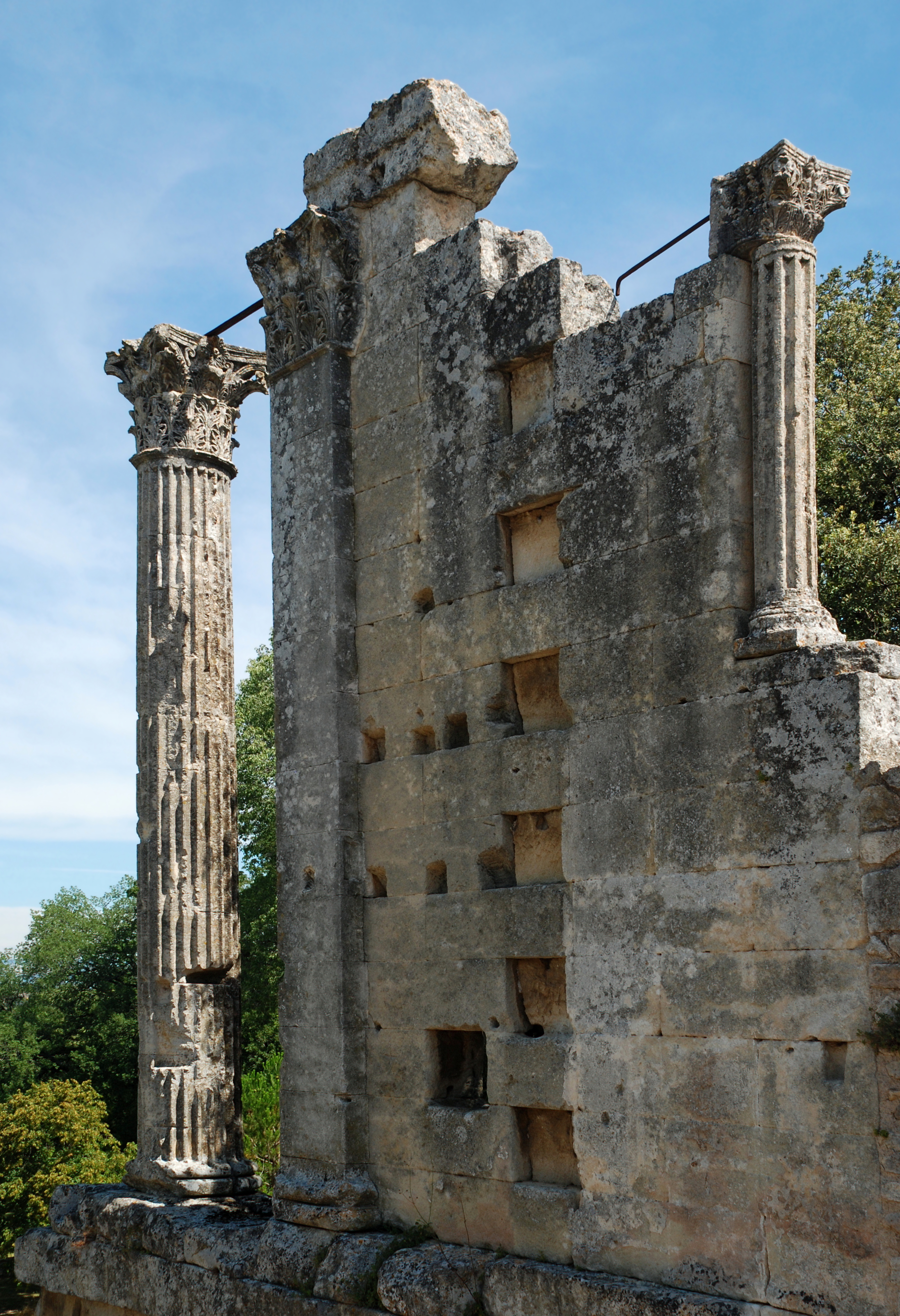
Colonne et pilastre.
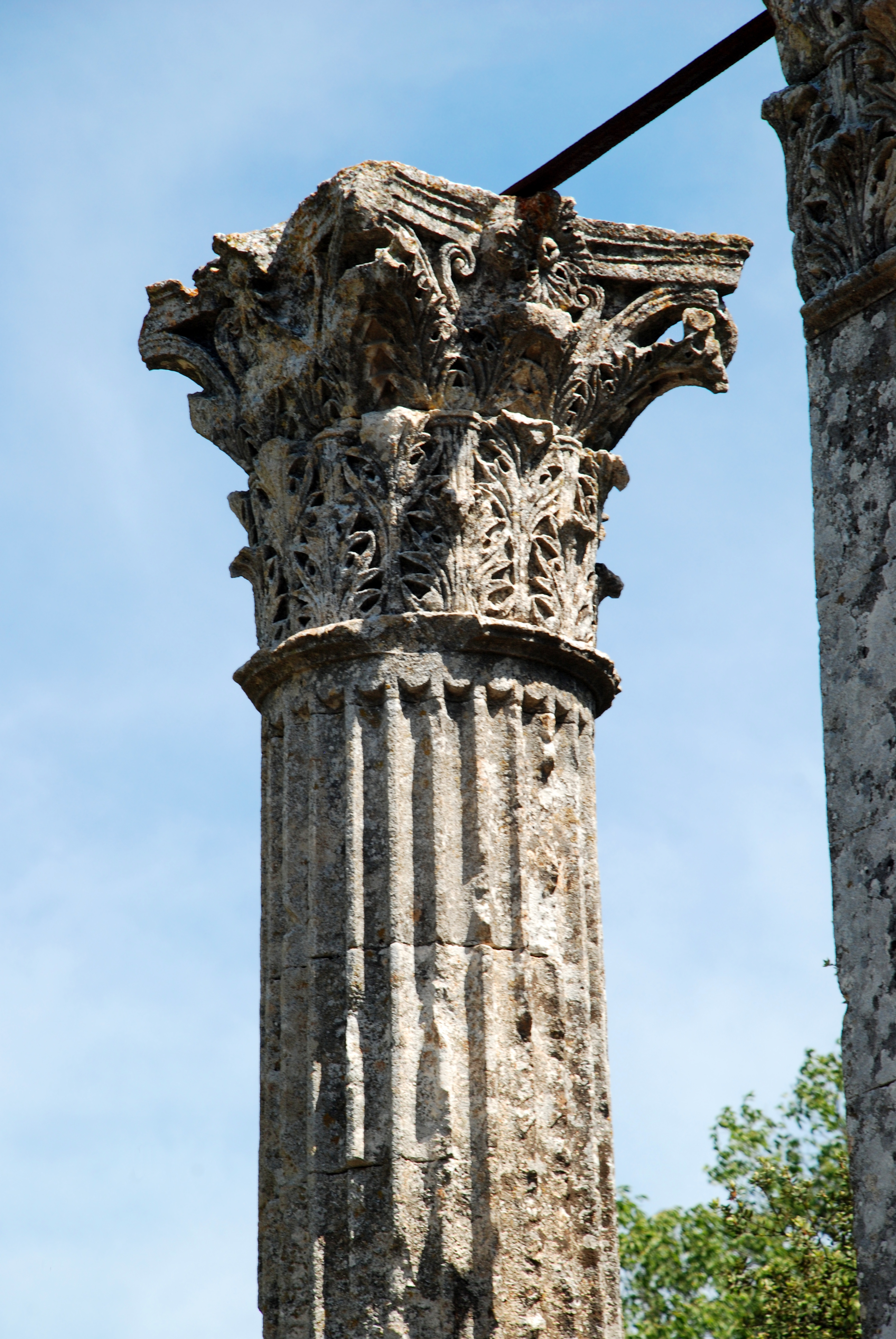
Chapiteau.